# Kirchenburg Hetzeldorf

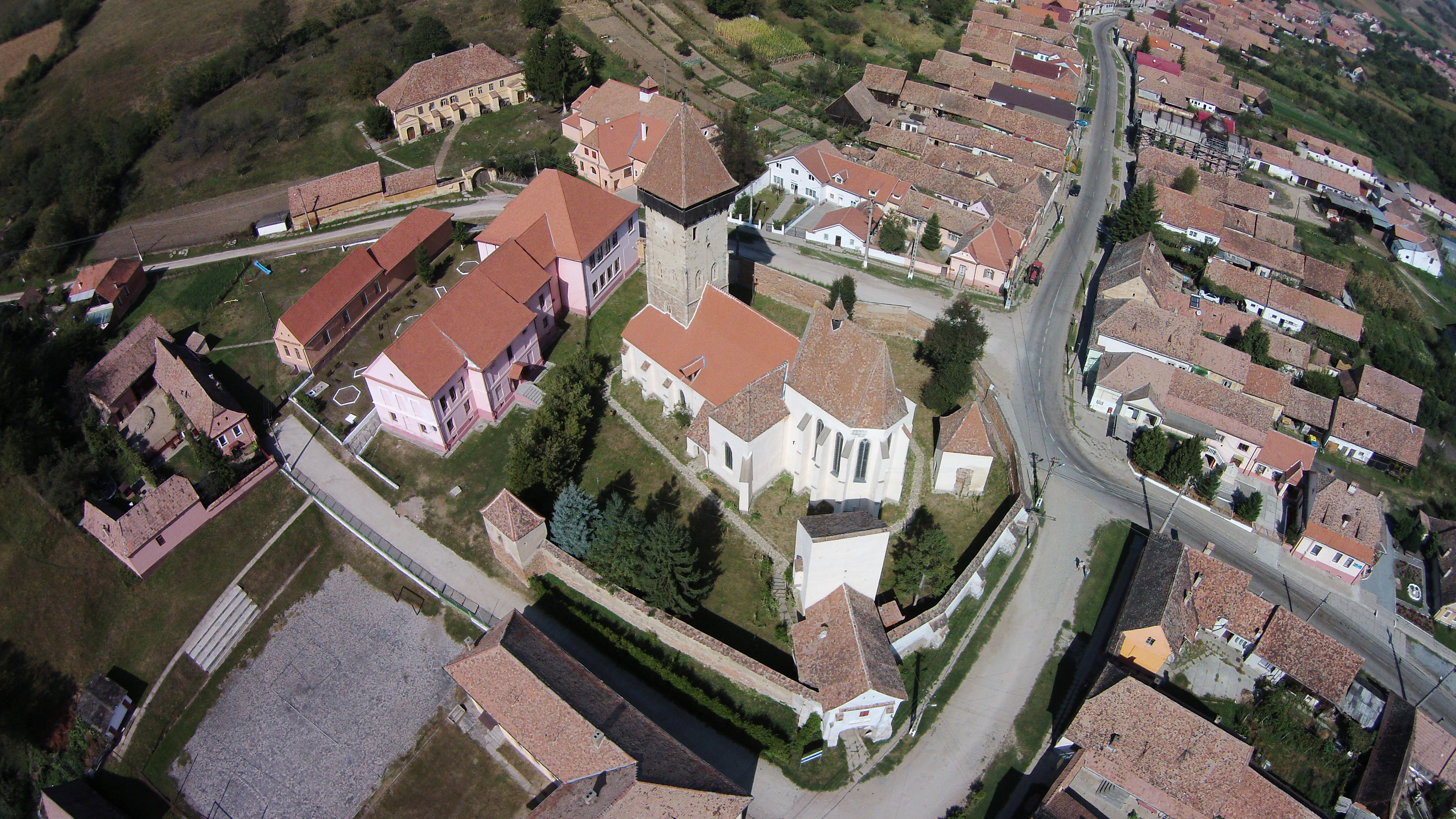
Luftansicht der Anlage Kirchenburg Hetzeldorf

Die Kirchenburg Hetzeldorf (rumänisch Biserica fortificată din Ațel) befindet sich im siebenbürgischen Ațel (Hetzeldorf).

## Geschichte

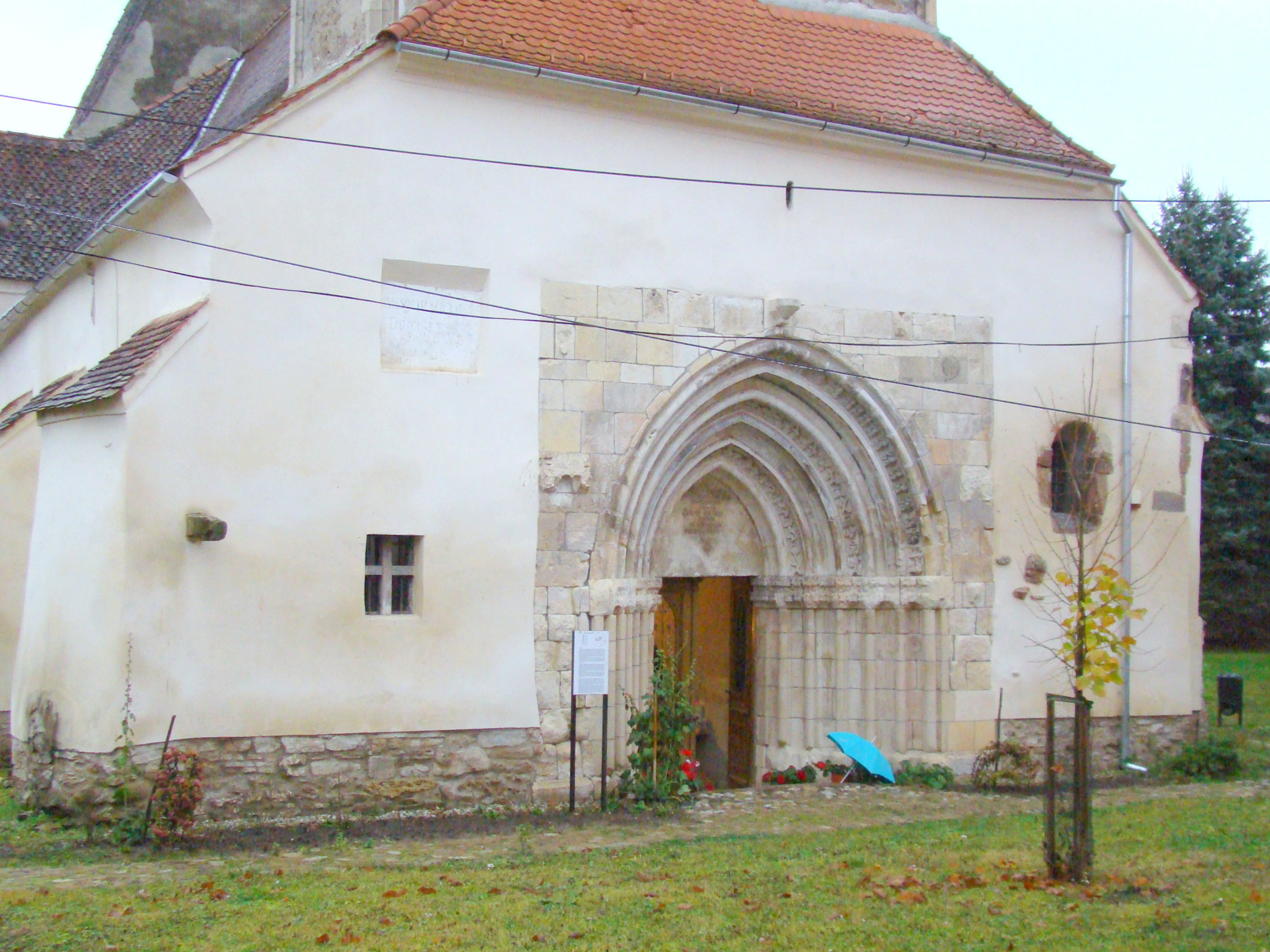

Hetzeldorf war eine der größten Gemeinden der Zwei Stühle. Um 1380 wurde eine gotische Pfeilerbasilika mit Glockenturm im Westen errichtet. In einer zweiten Bauphase wurde wohl das Querschiff angebaut. 
Der ovale Mauerring entstand Anfang des 15. Jahrhunderts mit zwei nicht erhaltenen Wehrtürmen und dem Torturm. Der Torturm wurde möglicherweise bis 1471 in Ziegelmauerwerk aufgestockt. Zu dieser Zeit wurde auch ein zweiter Bering angelegt, der nach Bau der Schulhäuser 1868 und 1938 nur teilweise erhalten ist. 
Eine dritte Bauphase möglicherweise unter Leitung von Andreas Lapicida wurde 1499 abgeschlossen. Dabei wurde der Glockenturm mit einem weiteren Stockwerk und einer Wehrplattform erhöht. Der Durchgang zum Langhaus wurde mit zwei Fallgattern gesichert.

## Baumerkmale

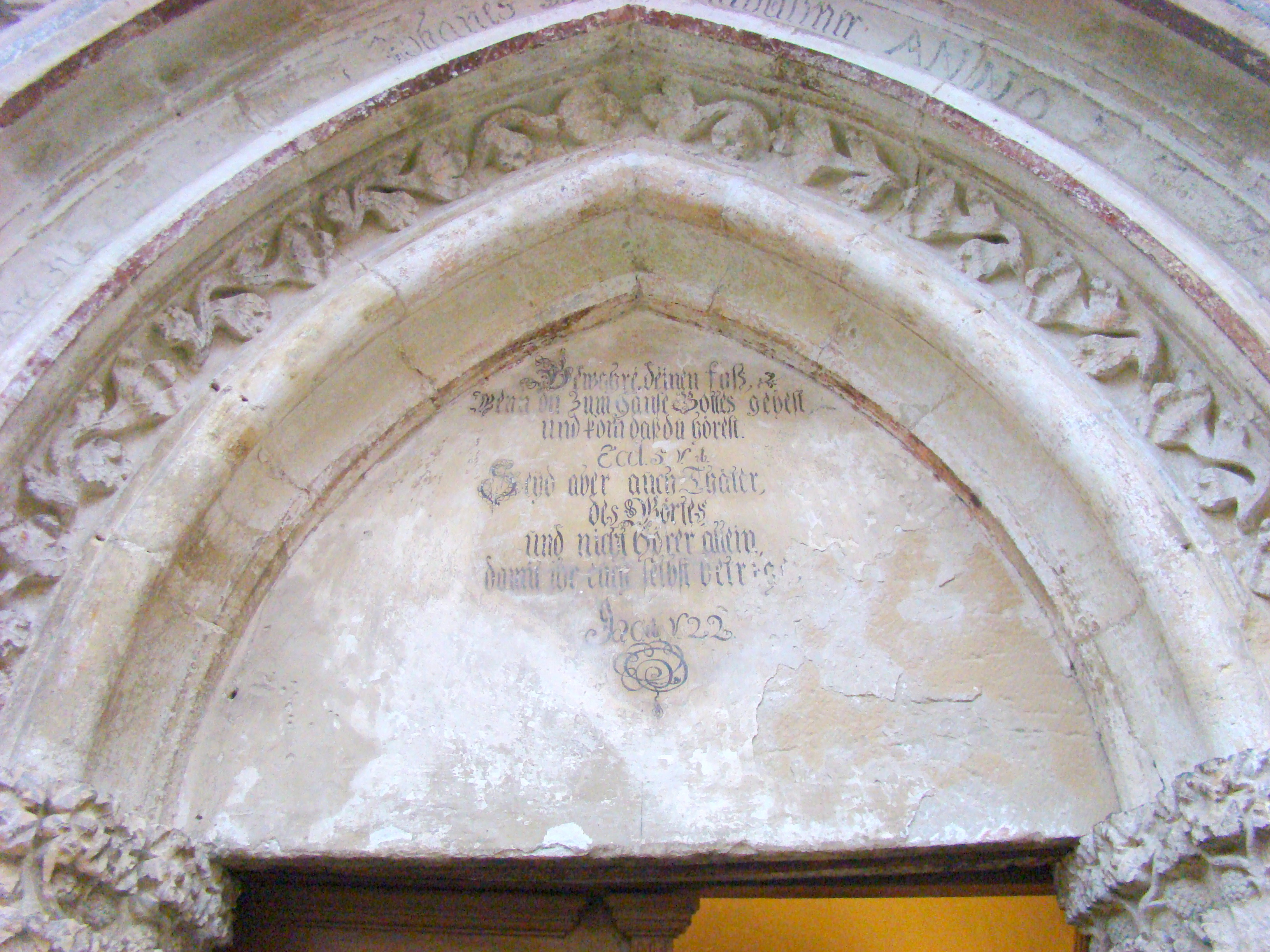

Bemerkenswert sind die Steinmetzarbeiten an der vorgezogenen Turmfassade, deren Stufenportal mit gekehlten und mit Weinranken verzierten Laibungen und als Friesband gestalteten Kämpferkapitellen gestaltet ist. Auch der Glockenturm weist einige handwerkliche Meisterleistungen auf. Das zweite Turmgeschoss öffnet sich zur Westempore des Mittelschiffs. Das erste Turmgeschoss hat Spitzbogenarkaden, das dritte Maßwerkfenster.
Die Pfeiler haben quadratischen oder aus runden Diensten zusammengesetzten Querschnitt. Profilierte Spitzbogenarkaden verbinden die Pfeiler mit den Obergaden. Kapitelle der Pfeiler bestehen aus Gesimsen oder Dekorationen mit Ranken, auch Tiere und Masken. Chor, Seiten- und Querschiff haben Netzrippengewölbe, während die Flachdecke im Langhaus nach Vermauern der Obergaden durch ein Kreuzrippengewölbe ersetzt wurde. 

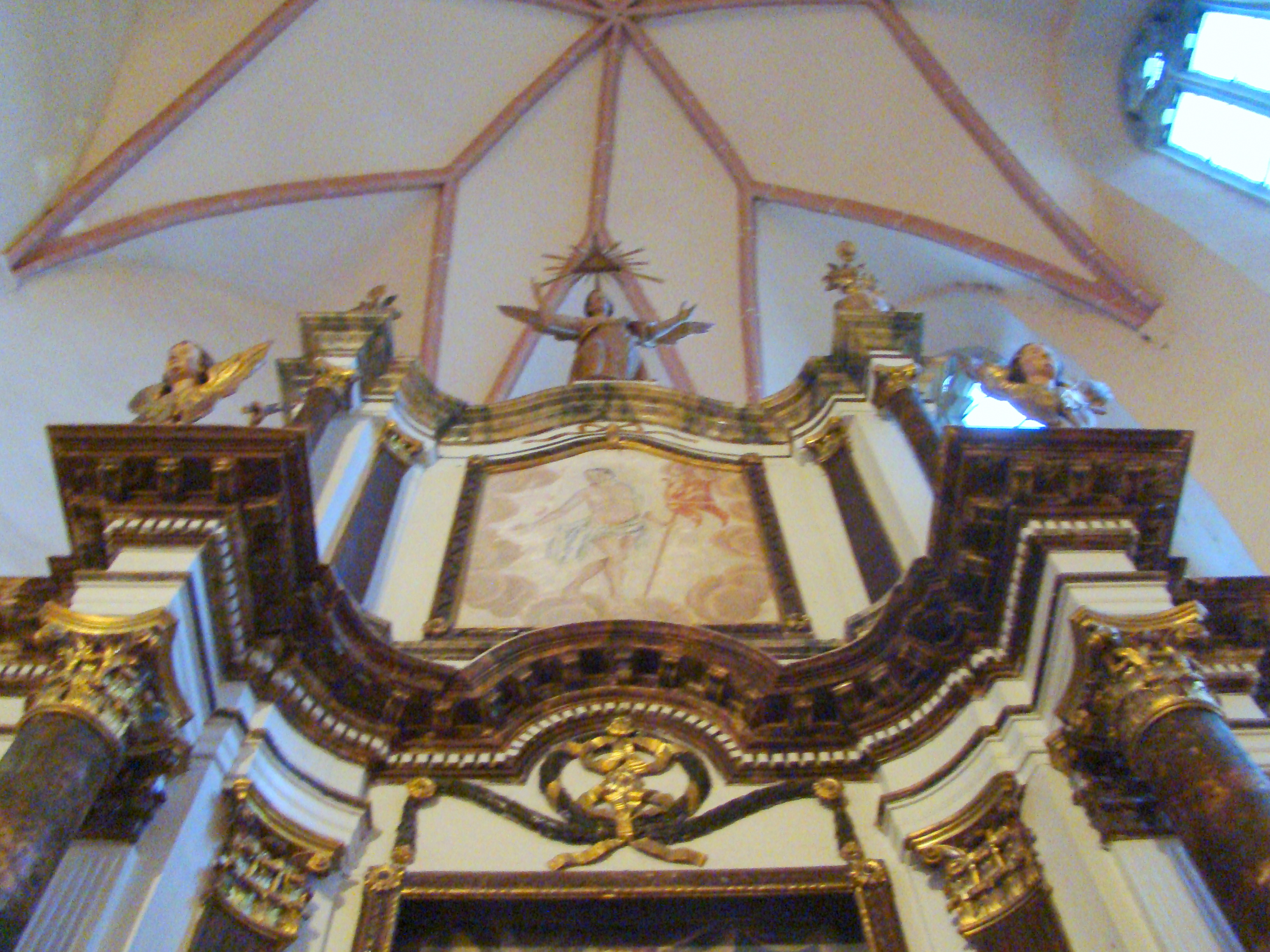

In der Südwand des Chors befindet sich eine dreiteilige Sedilie, über deren Kielbögen angeblendete Krabben und gespaltene Kreuzblumen angebracht sind. Dieser Schmuck legt Arbeit von Andreas Lapicida nahe. 
Im Kircheninneren ist der Hell-Dunkel-Kontrast zwischen dem dämmrigen Langhaus und dem lichtdurchfluteten Chor bemerkenswert. Die Orgel von 1802 stammt von Samuel Maetz. Sie wurde 1927 von Karl Einenk restauriert. Der spätbarocke Altar von 1792 stammt von Johannes Folberth. Die Sakristei wurde 1429 an die nördliche Chorflanke angebaut. Im Dachgeschoss der Sakristei sind Reste von Wandmalereien erhalten, die die Legende vom Kampf des heiligen  Ladislaus mit den Kumanen darstellen.

## Galerie

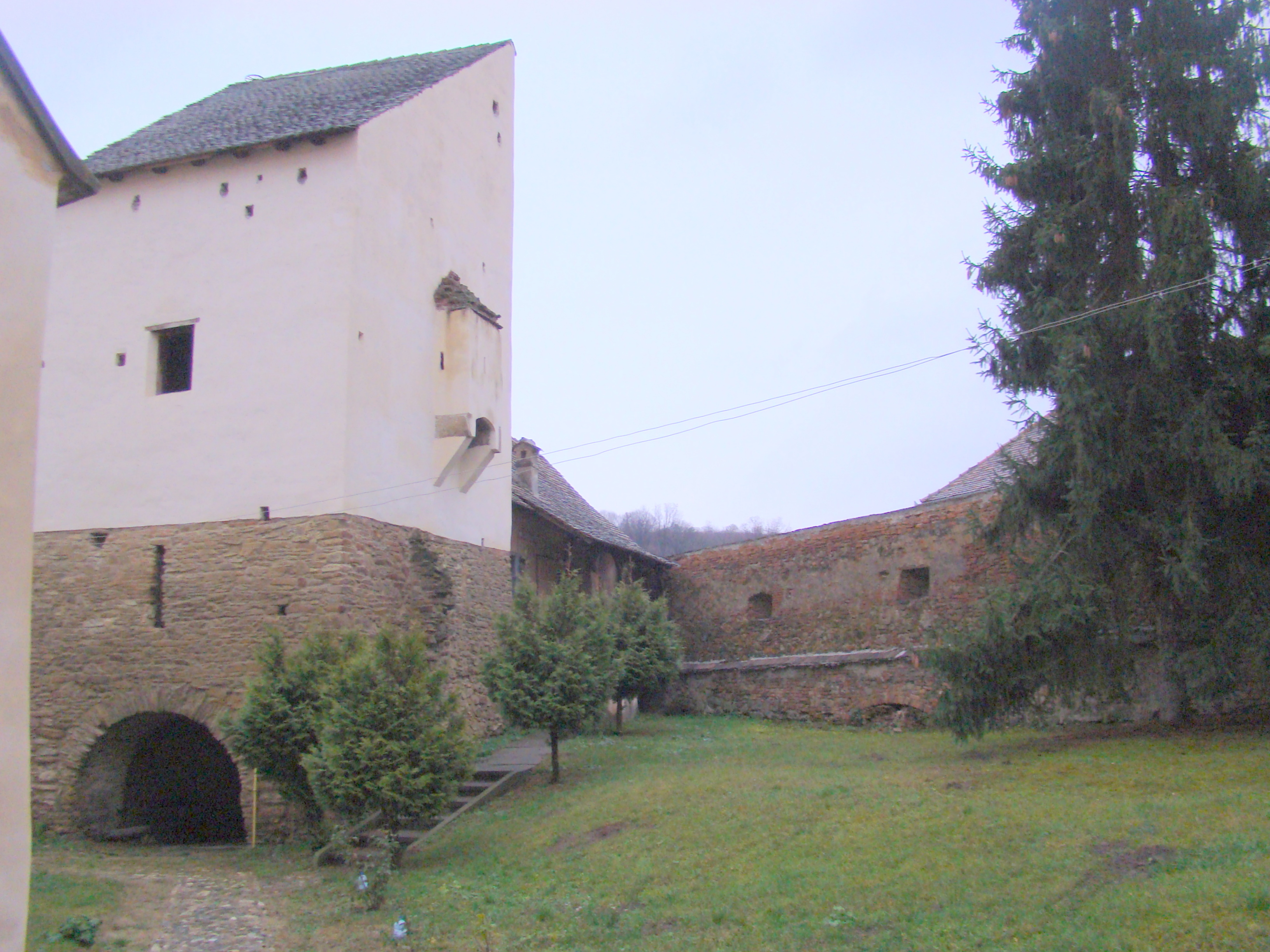
Anlage mit Mauer
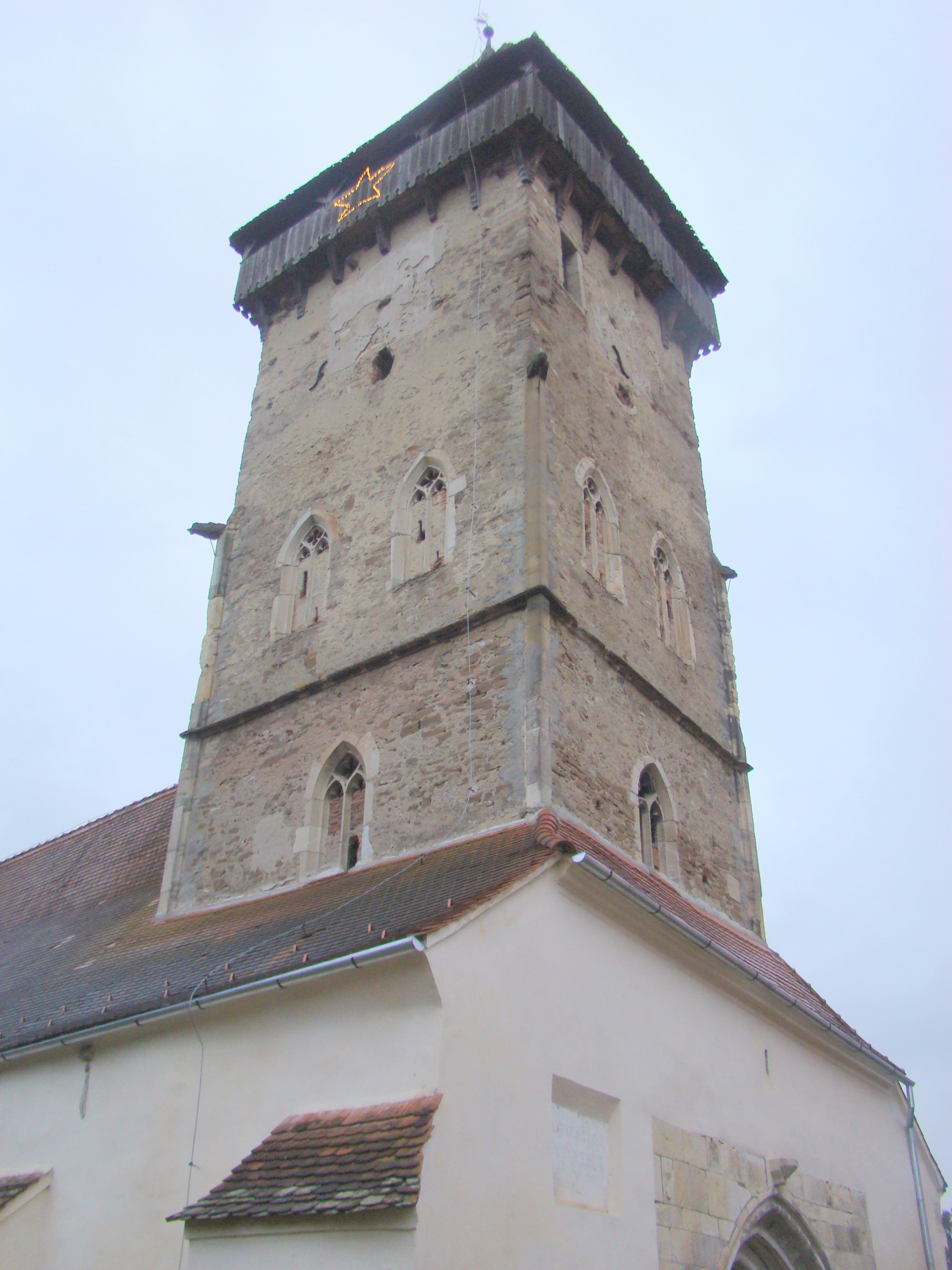
Kirchturm
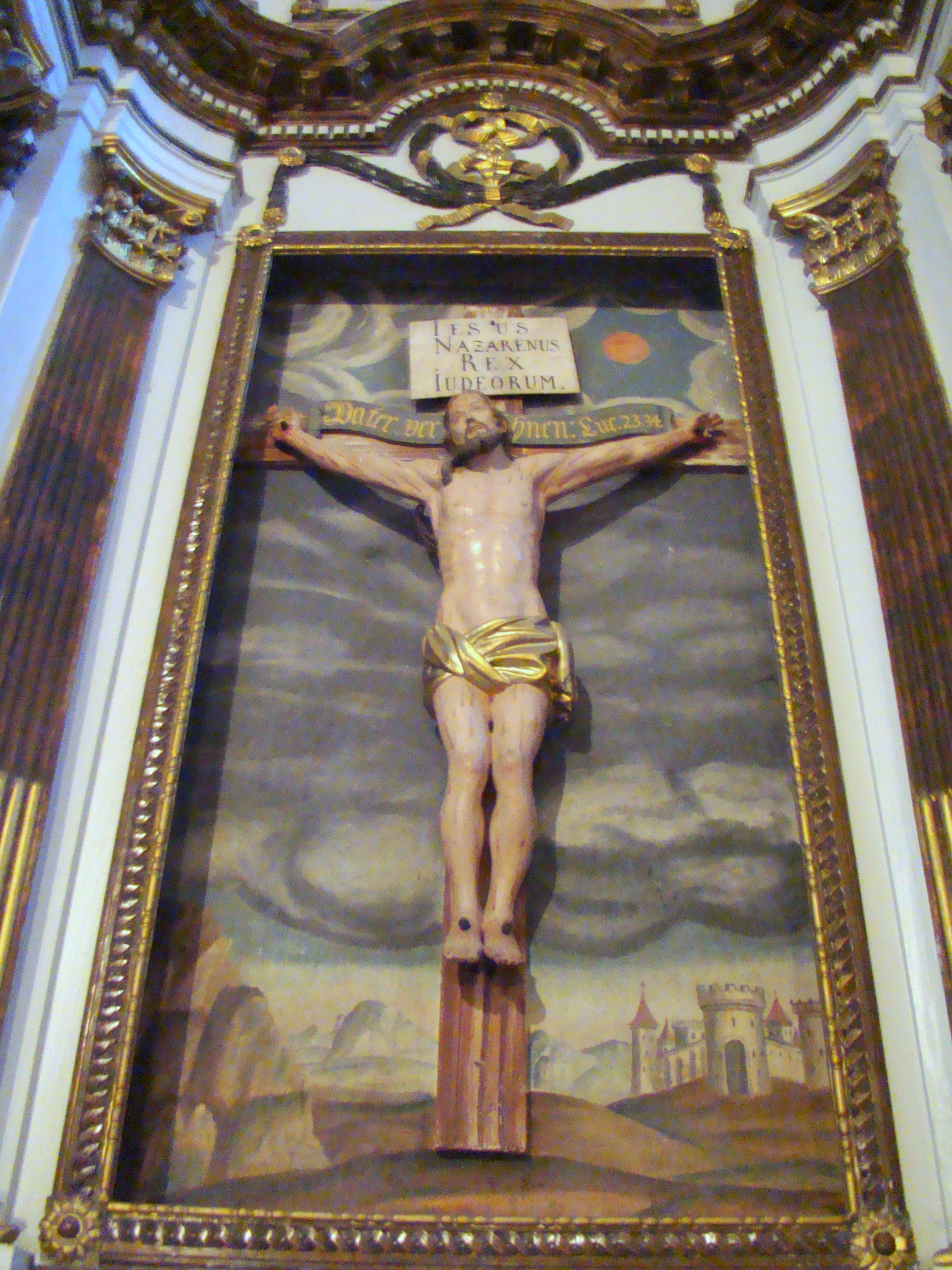
Kruzifix
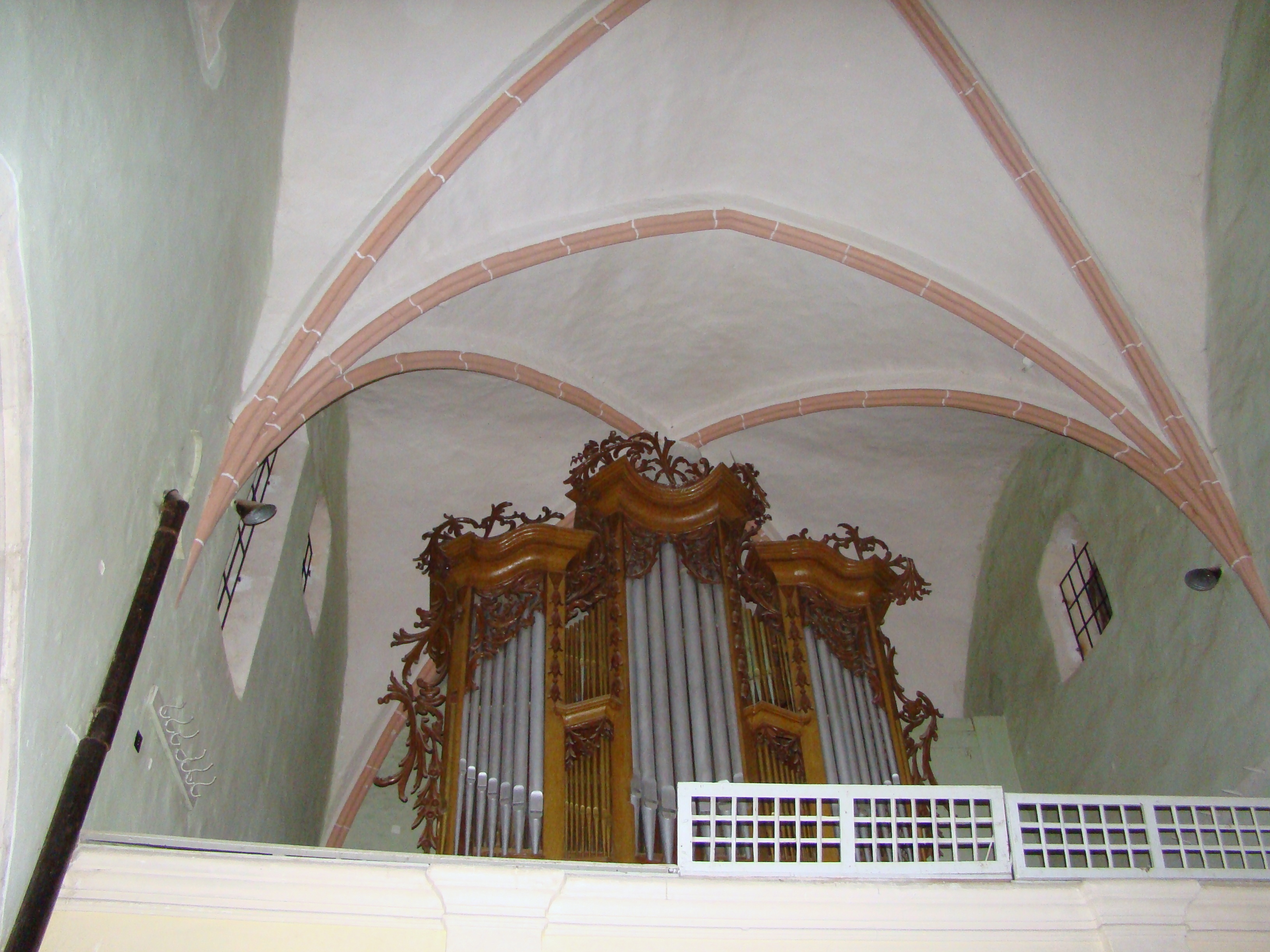
Orgel